# Opera Cup
Opera Cup es un torneo de lucha libre profesional realizado por Major League Wrestling (MLW). El evento es un renacimiento de la Professional Wrestling Opera House Cup, que se celebró por última vez en 1948. MLW organizó su primera edición en 2019 y desde entonces se ha convertido en un evento anual recurrente para la empresa.

## Historia
La Opera House Cup se celebró anualmente como un torneo de lucha libre profesional durante casi cincuenta años en varias ciudades de los Estados Unidos hasta 1948, cuando Stu Hart ganó el torneo y se suspendió. Hart mantuvo la posesión del trofeo de la Copa Opera desde entonces.
El 21 de julio de 2019, Major League Wrestling anunció que llevaría a cabo un evento el 5 de diciembre en el Melrose Ballroom en Queens, Nueva York, Nueva York, que sería un conjunto de grabaciones de televisión para MLW Fusion. El 24 de julio, se informó que el nieto de Stu Hart y luchador de MLW, Teddy Hart, donaría una "reliquia familiar" heredada a MLW. El 30 de julio, MLW.com anunció que la reliquia familiar era el trofeo de la Copa de la Ópera de Stu Hart y MLW traería de vuelta el torneo de la Copa de la Ópera en la supercard del 5 de diciembre.

## Lista de vencedores
| Año  | Ganador             | # | Fecha                    | Lugar                   |
| ---- | ------------------- | - | ------------------------ | ----------------------- |
| 2019 | Davey Boy Smith Jr. | 1 | 5 de diciembre de 2019   | Queens, Nueva York      |
| 2020 | Tom Lawlor          | 1 | 23 de diciembre de 2020  | Orlando, Florida        |
| 2021 | Davey Richards      | 1 | 6 de noviembre de 2021   | Filadelfia, Pensilvania |
| 2023 | Davey Boy Smith Jr. | 1 | 8 de abril de 2023       | Filadelfia, Pensilvania |
| 2024 | Místico             | 1 | 14 de septiembre de 2024 | Atlanta, Georgia        |

## Resultados

### 2019
|  | Primera Ronda           | Primera Ronda           | Primera Ronda           |                       |                     | Semifinales             | Semifinales             | Semifinales             |  |                     | Final                   | Final                   | Final                   |  |
|  | Fusion (5 de diciembre) | Fusion (5 de diciembre) | Fusion (5 de diciembre) |                       |                     | Fusion (5 de diciembre) | Fusion (5 de diciembre) | Fusion (5 de diciembre) |  |                     | Fusion (5 de diciembre) | Fusion (5 de diciembre) | Fusion (5 de diciembre) |  |
|  |                         |                         |                         |                       |                     |                         |                         |                         |  |                     |                         |                         |                         |  |
|  |                         |                         |                         |                       |                     |                         |                         |                         |  |                     |                         |                         |                         |  |
|  | Davey Boy Smith Jr.     | Davey Boy Smith Jr.     | Pin                     |                       |                     |                         |                         |                         |  |                     |                         |                         |                         |  |
|  | Davey Boy Smith Jr.     | Davey Boy Smith Jr.     | Pin                     |                       |                     |                         |                         |                         |  |                     |                         |                         |                         |  |
|  | Low Ki                  | Low Ki                  | 6:41                    |                       |                     |                         |                         |                         |  |                     |                         |                         |                         |  |
|  | Low Ki                  | Low Ki                  | 6:41                    |                       | Davey Boy Smith Jr. | Davey Boy Smith Jr.     | 4:08                    |                         |  |                     |                         |                         |                         |  |
|  |                         |                         |                         |                       | Davey Boy Smith Jr. | Davey Boy Smith Jr.     | 4:08                    |                         |  |                     |                         |                         |                         |  |
|  |                         |                         | Alexander Hammerstone   | Alexander Hammerstone | Pin                 |                         |                         |                         |  |                     |                         |                         |                         |  |
|  | Alexander Hammerstone   | Alexander Hammerstone   | Alexander Hammerstone   | Alexander Hammerstone | Pin                 | 5:24                    |                         |                         |  |                     |                         |                         |                         |  |
|  | Alexander Hammerstone   | Alexander Hammerstone   |                         |                       |                     |                         |                         |                         |  |                     |                         |                         |                         |  |
|  | MJF                     | MJF                     | Pin                     |                       |                     |                         |                         |                         |  |                     |                         |                         |                         |  |
|  | MJF                     | MJF                     | Pin                     |                       |                     |                         |                         |                         |  | Davey Boy Smith Jr. | Davey Boy Smith Jr.     | Pin                     |                         |  |
|  |                         |                         |                         |                       |                     |                         |                         |                         |  | Davey Boy Smith Jr. | Davey Boy Smith Jr.     | Pin                     |                         |  |
|  |                         |                         | Brian Pillman Jr.       | Brian Pillman Jr.     | :                   |                         |                         |                         |  |                     |                         |                         |                         |  |
|  | Timothy Thatcher        | Timothy Thatcher        | Brian Pillman Jr.       | Brian Pillman Jr.     | :                   | 8:01                    |                         |                         |  |                     |                         |                         |                         |  |
|  | Timothy Thatcher        | Timothy Thatcher        |                         |                       |                     |                         |                         |                         |  |                     |                         |                         |                         |  |
|  | Richard Holliday        | Richard Holliday        | Pin                     |                       |                     |                         |                         |                         |  |                     |                         |                         |                         |  |
|  | Richard Holliday        | Richard Holliday        | Pin                     |                       | Timothy Thatcher    | Timothy Thatcher        | Pin                     |                         |  |                     |                         |                         |                         |  |
|  |                         |                         |                         |                       | Timothy Thatcher    | Timothy Thatcher        | Pin                     |                         |  |                     |                         |                         |                         |  |
|  |                         |                         | Brian Pillman Jr.       | Brian Pillman Jr.     | 4:21                |                         |                         |                         |  |                     |                         |                         |                         |  |
|  | Brian Pillman Jr.       | Brian Pillman Jr.       | Brian Pillman Jr.       | Brian Pillman Jr.     | 4:21                | 2:45                    |                         |                         |  |                     |                         |                         |                         |  |
|  | Brian Pillman Jr.       | Brian Pillman Jr.       |                         |                       |                     |                         |                         |                         |  |                     |                         |                         |                         |  |
|  | TJP                     | TJP                     | Pin                     |                       |                     |                         |                         |                         |  |                     |                         |                         |                         |  |
|  | TJP                     | TJP                     | Pin                     |                       |                     |                         |                         |                         |  |                     |                         |                         |                         |  |
|  |                         |                         |                         |                       |                     |                         |                         |                         |  |                     |                         |                         |                         |  |

### 2020
|  | Primera Ronda           | Primera Ronda           | Primera Ronda           |                  |            | Semifinales             | Semifinales             | Semifinales             |  |            | Final                   | Final                   | Final                   |  |
|  | Fusion (5 de diciembre) | Fusion (5 de diciembre) | Fusion (5 de diciembre) |                  |            | Fusion (5 de diciembre) | Fusion (5 de diciembre) | Fusion (5 de diciembre) |  |            | Fusion (5 de diciembre) | Fusion (5 de diciembre) | Fusion (5 de diciembre) |  |
|  |                         |                         |                         |                  |            |                         |                         |                         |  |            |                         |                         |                         |  |
|  |                         |                         |                         |                  |            |                         |                         |                         |  |            |                         |                         |                         |  |
|  | Tom Lawlor              | Tom Lawlor              | Pin                     |                  |            |                         |                         |                         |  |            |                         |                         |                         |  |
|  | Tom Lawlor              | Tom Lawlor              | Pin                     |                  |            |                         |                         |                         |  |            |                         |                         |                         |  |
|  | Rocky Romero            | Rocky Romero            | 17:43                   |                  |            |                         |                         |                         |  |            |                         |                         |                         |  |
|  | Rocky Romero            | Rocky Romero            | 17:43                   |                  | Tom Lawlor | Tom Lawlor              | 4:08                    |                         |  |            |                         |                         |                         |  |
|  |                         |                         |                         |                  | Tom Lawlor | Tom Lawlor              | 4:08                    |                         |  |            |                         |                         |                         |  |
|  |                         |                         | A.C.H.                  | A.C.H.           | Pin        |                         |                         |                         |  |            |                         |                         |                         |  |
|  | Laredo Kid              | Laredo Kid              | A.C.H.                  | A.C.H.           | Pin        | 5:24                    |                         |                         |  |            |                         |                         |                         |  |
|  | Laredo Kid              | Laredo Kid              |                         |                  |            |                         |                         |                         |  |            |                         |                         |                         |  |
|  | A.C.H.                  | A.C.H.                  | Pin                     |                  |            |                         |                         |                         |  |            |                         |                         |                         |  |
|  | A.C.H.                  | A.C.H.                  | Pin                     |                  |            |                         |                         |                         |  | Tom Lawlor | Tom Lawlor              | Pin                     |                         |  |
|  |                         |                         |                         |                  |            |                         |                         |                         |  | Tom Lawlor | Tom Lawlor              | Pin                     |                         |  |
|  |                         |                         | Low Ki                  | Low Ki           | :          |                         |                         |                         |  |            |                         |                         |                         |  |
|  | Low Ki                  | Low Ki                  | Low Ki                  | Low Ki           | :          | 8:01                    |                         |                         |  |            |                         |                         |                         |  |
|  | Low Ki                  | Low Ki                  |                         |                  |            |                         |                         |                         |  |            |                         |                         |                         |  |
|  | Davey Boy Smith Jr.     | Davey Boy Smith Jr.     | Pin                     |                  |            |                         |                         |                         |  |            |                         |                         |                         |  |
|  | Davey Boy Smith Jr.     | Davey Boy Smith Jr.     | Pin                     |                  | Low Ki     | Low Ki                  | Pin                     |                         |  |            |                         |                         |                         |  |
|  |                         |                         |                         |                  | Low Ki     | Low Ki                  | Pin                     |                         |  |            |                         |                         |                         |  |
|  |                         |                         | Richard Holliday        | Richard Holliday | 4:21       |                         |                         |                         |  |            |                         |                         |                         |  |
|  | Richard Holliday        | Richard Holliday        | Richard Holliday        | Richard Holliday | 4:21       | 2:45                    |                         |                         |  |            |                         |                         |                         |  |
|  | Richard Holliday        | Richard Holliday        |                         |                  |            |                         |                         |                         |  |            |                         |                         |                         |  |
|  | TJP                     | TJP                     | Pin                     |                  |            |                         |                         |                         |  |            |                         |                         |                         |  |
|  | TJP                     | TJP                     | Pin                     |                  |            |                         |                         |                         |  |            |                         |                         |                         |  |
|  |                         |                         |                         |                  |            |                         |                         |                         |  |            |                         |                         |                         |  |

### 2021
|  | Primera Ronda                                     | Primera Ronda                                     | Primera Ronda                                     |                |                | Semifinales                                     | Semifinales                                     | Semifinales                                     |  |     | Final                         | Final                         | Final                         |  |
|  | Fusion: ALPHA (emitido el 13, 20 y 27 de octubre) | Fusion: ALPHA (emitido el 13, 20 y 27 de octubre) | Fusion: ALPHA (emitido el 13, 20 y 27 de octubre) |                |                | Fusion: ALPHA (emitido el 10 y 25 de noviembre) | Fusion: ALPHA (emitido el 10 y 25 de noviembre) | Fusion: ALPHA (emitido el 10 y 25 de noviembre) |  |     | Fusion ALPHA (1 de diciembre) | Fusion ALPHA (1 de diciembre) | Fusion ALPHA (1 de diciembre) |  |
|  |                                                   |                                                   |                                                   |                |                |                                                 |                                                 |                                                 |  |     |                               |                               |                               |  |
|  |                                                   |                                                   |                                                   |                |                |                                                 |                                                 |                                                 |  |     |                               |                               |                               |  |
|  | Calvin Tankman                                    | Calvin Tankman                                    | Pin                                               |                |                |                                                 |                                                 |                                                 |  |     |                               |                               |                               |  |
|  | Calvin Tankman                                    | Calvin Tankman                                    | Pin                                               |                |                |                                                 |                                                 |                                                 |  |     |                               |                               |                               |  |
|  | Matt Cross                                        | Matt Cross                                        | 6:41                                              |                |                |                                                 |                                                 |                                                 |  |     |                               |                               |                               |  |
|  | Matt Cross                                        | Matt Cross                                        | 6:41                                              |                | Calvin Tankman | Calvin Tankman                                  | 4:08                                            |                                                 |  |     |                               |                               |                               |  |
|  |                                                   |                                                   |                                                   |                | Calvin Tankman | Calvin Tankman                                  | 4:08                                            |                                                 |  |     |                               |                               |                               |  |
|  |                                                   |                                                   | TJP                                               | TJP            | Pin            |                                                 |                                                 |                                                 |  |     |                               |                               |                               |  |
|  | TJP                                               | TJP                                               | TJP                                               | TJP            | Pin            | 5:24                                            |                                                 |                                                 |  |     |                               |                               |                               |  |
|  | TJP                                               | TJP                                               |                                                   |                |                |                                                 |                                                 |                                                 |  |     |                               |                               |                               |  |
|  | Alex Shelley                                      | Alex Shelley                                      | Pin                                               |                |                |                                                 |                                                 |                                                 |  |     |                               |                               |                               |  |
|  | Alex Shelley                                      | Alex Shelley                                      | Pin                                               |                |                |                                                 |                                                 |                                                 |  | TJP | TJP                           | Pin                           |                               |  |
|  |                                                   |                                                   |                                                   |                |                |                                                 |                                                 |                                                 |  | TJP | TJP                           | Pin                           |                               |  |
|  |                                                   |                                                   | Davey Richards                                    | Davey Richards | :              |                                                 |                                                 |                                                 |  |     |                               |                               |                               |  |
|  | Davey Richards                                    | Davey Richards                                    | Davey Richards                                    | Davey Richards | :              | 8:01                                            |                                                 |                                                 |  |     |                               |                               |                               |  |
|  | Davey Richards                                    | Davey Richards                                    |                                                   |                |                |                                                 |                                                 |                                                 |  |     |                               |                               |                               |  |
|  | Tom Lawlor                                        | Tom Lawlor                                        | Pin                                               |                |                |                                                 |                                                 |                                                 |  |     |                               |                               |                               |  |
|  | Tom Lawlor                                        | Tom Lawlor                                        | Pin                                               |                | Davey Richards | Davey Richards                                  | Pin                                             |                                                 |  |     |                               |                               |                               |  |
|  |                                                   |                                                   |                                                   |                | Davey Richards | Davey Richards                                  | Pin                                             |                                                 |  |     |                               |                               |                               |  |
|  |                                                   |                                                   | Bobby Fish                                        | Bobby Fish     | 4:21           |                                                 |                                                 |                                                 |  |     |                               |                               |                               |  |
|  | Bobby Fish                                        | Bobby Fish                                        | Bobby Fish                                        | Bobby Fish     | 4:21           | 2:45                                            |                                                 |                                                 |  |     |                               |                               |                               |  |
|  | Bobby Fish                                        | Bobby Fish                                        |                                                   |                |                |                                                 |                                                 |                                                 |  |     |                               |                               |                               |  |
|  | Lee Moriarty                                      | Lee Moriarty                                      | Pin                                               |                |                |                                                 |                                                 |                                                 |  |     |                               |                               |                               |  |
|  | Lee Moriarty                                      | Lee Moriarty                                      | Pin                                               |                |                |                                                 |                                                 |                                                 |  |     |                               |                               |                               |  |
|  |                                                   |                                                   |                                                   |                |                |                                                 |                                                 |                                                 |  |     |                               |                               |                               |  |

### 2023
|  | Primera Ronda           | Primera Ronda           | Primera Ronda           |     |      | Semifinales             | Semifinales             | Semifinales             |     |  | Final                   | Final                   | Final                   |  |
|  | Fusion (5 de diciembre) | Fusion (5 de diciembre) | Fusion (5 de diciembre) |     |      | Fusion (5 de diciembre) | Fusion (5 de diciembre) | Fusion (5 de diciembre) |     |  | Fusion (5 de diciembre) | Fusion (5 de diciembre) | Fusion (5 de diciembre) |  |
|  |                         |                         |                         |     |      |                         |                         |                         |     |  |                         |                         |                         |  |
|  |                         |                         |                         |     |      |                         |                         |                         |     |  |                         |                         |                         |  |
|  | .                       | .                       | Pin                     |     |      |                         |                         |                         |     |  |                         |                         |                         |  |
|  | .                       | .                       | Pin                     |     |      |                         |                         |                         |     |  |                         |                         |                         |  |
|  | .                       | .                       | 6:41                    |     |      |                         |                         |                         |     |  |                         |                         |                         |  |
|  | .                       | .                       | 6:41                    |     | .    | .                       | 4:08                    |                         |     |  |                         |                         |                         |  |
|  |                         |                         |                         |     | .    | .                       | 4:08                    |                         |     |  |                         |                         |                         |  |
|  |                         |                         |                         |     | Pin  |                         |                         |                         |     |  |                         |                         |                         |  |
|  | .                       | .                       | 5:24                    |     |      |                         |                         |                         |     |  |                         |                         |                         |  |
|  | .                       | .                       | 5:24                    |     |      |                         |                         |                         |     |  |                         |                         |                         |  |
|  |                         |                         | Pin                     |     |      |                         |                         |                         |     |  |                         |                         |                         |  |
|  |                         |                         |                         |     |      |                         | Davey Boy Smith Jr.     | Davey Boy Smith Jr.     | Pin |  |                         |                         |                         |  |
|  |                         |                         |                         |     |      |                         |                         |                         | Pin |  |                         |                         |                         |  |
|  |                         |                         |                         |     | :    |                         |                         |                         |     |  |                         |                         |                         |  |
|  |                         |                         | 8:01                    |     |      |                         |                         |                         |     |  |                         |                         |                         |  |
|  |                         |                         |                         |     |      |                         |                         |                         |     |  |                         |                         |                         |  |
|  | .                       | .                       | Pin                     |     |      |                         |                         |                         |     |  |                         |                         |                         |  |
|  | .                       | .                       | Pin                     | Pin |      |                         |                         |                         |     |  |                         |                         |                         |  |
|  |                         |                         |                         |     |      |                         |                         |                         |     |  |                         |                         |                         |  |
|  |                         |                         | .                       | .   | 4:21 |                         |                         |                         |     |  |                         |                         |                         |  |
|  | .                       | .                       | .                       | .   | 4:21 | 2:45                    |                         |                         |     |  |                         |                         |                         |  |
|  | .                       | .                       |                         |     |      |                         |                         |                         |     |  |                         |                         |                         |  |
|  | .                       | .                       | Pin                     |     |      |                         |                         |                         |     |  |                         |                         |                         |  |
|  | .                       | .                       | Pin                     |     |      |                         |                         |                         |     |  |                         |                         |                         |  |
|  |                         |                         |                         |     |      |                         |                         |                         |     |  |                         |                         |                         |  |

## Estadísticas
- Solo un luchador extranjero ha ganado el torneo: Davey Boy Smith Jr. de Canadá en 2019.